# Rio das Bengalas
Rio das Bengalas är ett vattendrag i Brasilien.   Det ligger i delstaten Rio de Janeiro, i den sydöstra delen av landet, 900 km sydost om huvudstaden Brasília.
Omgivningarna runt Rio das Bengalas är huvudsakligen savann. Runt Rio das Bengalas är det ganska tätbefolkat, med 62 invånare per kvadratkilometer.